# آرتور ریچارد ولزلی، دومین دوک ولینگتون
آرتور ریچارد ولزلی، دومین دوک ولینگتون (انگلیسی: Arthur Wellesley, 2nd Duke of Wellington; ۳ فوریهٔ ۱۸۰۷ – ۱۳ اوت ۱۸۸۴) نظامی و سیاست‌مدار اهل پادشاهی متحد بریتانیای کبیر و ایرلند بود. وی همچنین برندهٔ جوایزی همچون نشان بند جوراب و شورای خصوصی بریتانیا شده‌است.